# Kanzleigut
Als Kanzleigüter wurden in Holstein jüngere Adlige Güter bezeichnet, die direkt der Kanzlei des Landesherrn und nicht einem der vier Güterdistrikte unterstellt waren.

## Allgemeines
Die ihnen anhaftenden Rechte entsprachen denen der Adligen Güter. Wie jene, wurden auch die Kanzleigüter 1928 als Kommunalkörperschaften aufgelöst und mit den Nachbargemeinden vereinigt. Die Kanzleigüter waren auch Patrimonialgerichte. Die Appellation gegen deren Urteile ging aber nicht an das Landgericht Glückstadt wie bei den Adligen Gütern, sondern an die Deutsche Kanzlei, später Schleswig-Holstein-Lauenburgische Kanzlei und danach an das Obergericht Glückstadt.

## Liste der Kanzleigüter
Kanzleigüter waren: Wellingsbüttel Beckedorf, Hanerau, Kublen, Hartenholm, Tangstedt und Silk. Das Kanzleigut Wellingsbüttel wurde 1818 geteilt, ein Teil war in Privatbesitz, ein Teil in königlichem Besitz. Das Kanzleigut Hartenholm wurde mit Erlass vom 4. März 1811 dem Amt Segeberg unterstellt und verlor damit seinen Status als Kanzleigut.
Am 22. Dezember 1829 wurde auch Flottbek zum Kanzleigut erhoben, erhielt hierbei aber keine Patrimonialgerichtsbarkeit. Die Gutsansässigen blieben daher der Gerichtsbarkeit der Herrschaft Pinneberg unterworfen.
| Kanzleigut                         | Lage der Untergehörigen | Einwohnerzahl | Steuerwert |
| ---------------------------------- | ----------------------- | ------------- | ---------- |
| Hanerau                            | Eigentum                | 2923          | 424.020    |
| Tangstedt                          | Eigentum                | 2846          | 254.603    |
| Beckdorf                           | Erbpacht                | 59            | 32.600     |
| Silck                              | Zeitpacht und Erbpacht  | 71            | 29.160     |
| Kublen                             | unr. Hofland            | 23            | 14.400     |
| Flottbek                           | Zeitpacht und Erbpacht  | ./.           | ./.        |
| Wellingsbüttel im Privatbesitz     | Zeitpacht               | 23            | ./.        |
| Wellingsbüttel königlichen Anteils | Erbpacht                | 286           | ./.        |
| Summe                              | ./.                     | 6231          | 754.783    |

Stand 1855